# 小俣町 (栃木県)
小俣町（おまたまち）は、栃木県の南西部、足利郡に属していた町である。

## 地理
- 河川 - 渡良瀬川、桐生川、小俣川

## 歴史
- 1889年（明治22年）4月1日 町村制施行により小俣村、葉鹿村が合併し足利郡小俣村が成立する。
- 1893年（明治26年）3月18日 小俣村から葉鹿村が分立する。
- 1923年（大正12年）1月1日 小俣村が町制施行し小俣町となる。
- 1955年（昭和30年）3月31日 葉鹿町、三和村と合併し坂西町となる。
- 1962年（昭和37年）10月1日 坂西町が御厨町とともに足利市へ編入する。

## 交通

### 鉄道
- 日本国有鉄道（現：東日本旅客鉄道）
  - 両毛線：小俣駅